# مقاطعة لوف (أوكلاهوما)
مقاطعة لوف (بالإنجليزية: Love County)‏ هي إحدى مقاطعات ولاية أوكلاهوما في الولايات المتحدة الأمريكية.